# Roy Campbell (Dichter)

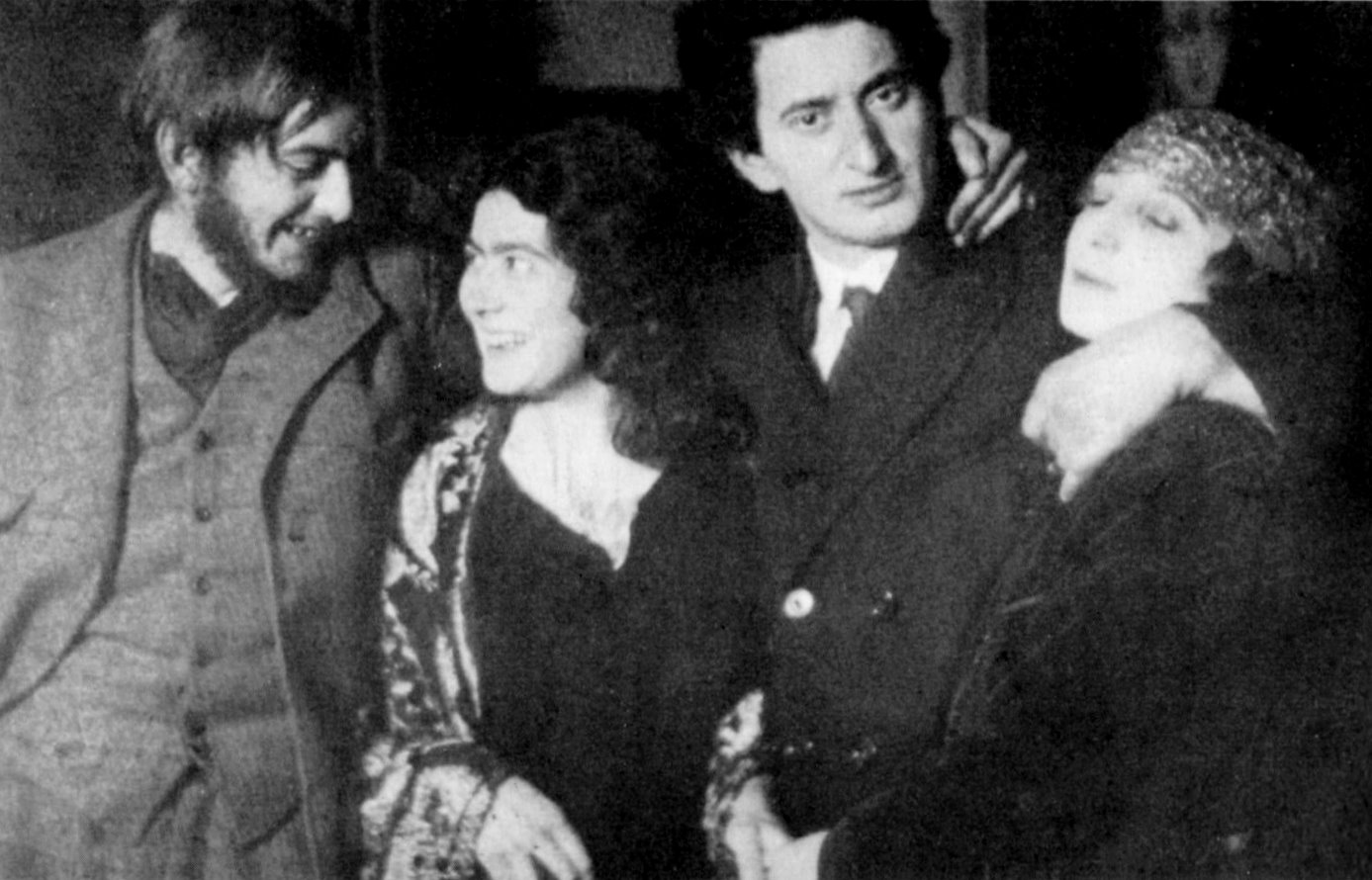
Roy und Mary Campbell (links), Jacob Kramer und Dolores (rechts), 1920er

Ignatius Royston Dunnachie Campbell (* 2. Oktober 1901 in Durban, Kolonie Natal; † 22. April 1957 in der Nähe von Setúbal, Portugal) war ein südafrikanischer Lyriker, Essayist, Übersetzer und Stierkämpfer.
Campbell gilt vielfach als bedeutendster Lyriker Südafrikas in der ersten Hälfte des zwanzigsten Jahrhunderts sowie als einer der bedeutendsten Autoren Südafrikas im zwanzigsten Jahrhundert.
Der exzentrische Dichter, der mit dem moderaten Faschismus liebäugelte, war in keine Schublade zu stecken und gilt als eine der schillerndsten Gestalten, die Südafrika jemals hervorbrachte, zumal er sich selbst oftmals gegen den Faschismus stellte.

## Leben
Roy Campbell wurde als Sohn von Samuel George Campbell in Durban geboren und ist schottisch-irischer Abstammung. Schon als Zweijähriger lernte er die Sprache der Zulu, als Kind war er oft im Busch und in der freien Natur, die er so liebte, und hatte steten Kontakt zu den einheimischen Kindern und Jugendlichen, die ihn herzlich behandelten. Das war auch der Grund, warum er trotz seiner Affinität zum Faschismus den Rassismus gegenüber Schwarzen oder Afrikanern generell nicht nur ablehnte, sondern auch bekämpfte. Als Jugendlicher gehörten ein starkes Interesse am Lesen und Literatur, Angeln und der Aufenthalt in der Natur zu seinen Lieblingsbeschäftigungen. Er besuchte die Durban High School. Schon als junger Mann stellte er sich gegen die Apartheid und kritisierte die Buren, die sich einer Partizipation der Schwarzen verschloss. Diese Tatsache zwang ihn, das Land zu verlassen und ins Exil zu gehen. Sein Exilland war 1918 England gewesen, wo er fortan lebte und wirkte.
1922 heiratete er die Malerin Mary Garman, mit der er zwei Töchter hatte. Die junge Familie zog auf Lleyn, eine Halbinsel im Norden von Wales, wo man in Ruhe leben wollte.
Nach einem mehrmonatigen Aufenthalt 1926 in Südafrika gab er dort kurzzeitig als Mitherausgeber an der Seite von Laurens van der Post die Literaturzeitschrift Voorslag heraus, die sich hauptsächlich an Buren richtete und in Afrikaans erschien. Er durfte sich in Südafrika aufhalten, für einige Monate, aber nicht dort dauerhaft leben, daher war diese kurze Odyssee möglich gewesen.
Nach einem kurzen Aufenthalt in London lebte das Paar bis 1931 wieder in seiner Idylle in Wales, als man sich entschied, 1931 die Zelte abzubauen und sie in Spanien aufzuschlagen. Erste Station war Barcelona, wo sich das junge Paar in die iberische Kultur verliebte und beschloss, fortan nur noch in Spanien oder Portugal leben zu wollen. Dann folgte der Umzug nach Toledo.

## Das Massaker von Toledo
Während des Spanischen Bürgerkrieges stand Campbell auf der Seite Francos. Beeindruckt vom Katholizismus der Spanier und auf der spirituellen Suche, entschied sich das Paar, der Katholischen Kirche beizutreten. Die Taufe vollzog der Altbischof von Toledo, Kardinal Isidro Gomá y Tomás im Karmeliter-Kloster. Die Mönche und die Familie wurden Freunde und das Paar nahm oftmals an den Gottesdiensten der Mönche teil. An einem Tag wurde Toledo von republikanischen Truppen überfallen und gut 600 Geistliche, Ordensleute, Pfarrer, Nonnen und Laien wurden ermordet. Als die 17 Mönche des örtlichen Karmeliterklosters merkten, dass sie bedroht waren, wandte sich der Abt an Campbell, dem man auch wegen seines literarischen Werkes vertraute, und überließ ihm einen Großteil der wertvollen Klosterbibliothek, darunter Originalmanuskripte des Heiligen Johannes vom Kreuz.
Das große und geräumige Haus diente eine Weile auch dazu, einige der Mönche kurzzeitig zu beherbergen und ihnen Unterschlupf zu bieten. Als die Republikaner auch das Kloster stürmten, nahmen sie alle Brüder gefangen, verwüsteten das Kloster und erschossen alle 17 Brüder öffentlich auf der Straße. Campbell, der zu diesem Zeitpunkt in Toledo unterwegs war, dem aber – vielleicht auch, weil er Ausländer war – nichts passierte, fand die Leichen und schrieb später, er sei über „Pfützen von Blut gewatet“ und Berge von Leichen seien ihm entgegengekommen. Die Erfahrungen des Massakers verarbeitete er in dem Gedicht The carmelits of Toledo. 
Doch Campbell geriet später selbst in den Fokus der Republikanischen Garden: Auch sein Haus wurde durchsucht. Doch konnte er rechtzeitig alle religiösen Gegenstände und Bücher an einen sicheren Ort schaffen, ebenso die wertvollen Manuskripte aus dem Kloster, so dass die Durchsuchung nichts ergab und man die Familie fortan in Ruhe ließ. Der gläubige Katholik hatte den Heiligen Johannes vom Kreuz ein Gelübde geleistet; für den Fall, dass er und seine Familie verschont blieben, wollte er dessen Werk ins Englische übertragen, wie er später in einer Radiosendung sagte. Campbells Übersetzung der Werke des Johannes vom Kreuz aus den Original-Manuskripten hatte bei den Katholiken innerhalb des Commonwealth sowie in Spanien großen Erfolg, was 1954 in einer Lesereise in Madrid sowie einem Empfang einen Höhepunkt fand. Insgesamt hatte Campbell von 1931 bis 1936 in Spanien gelebt, zeitweise auch auf dem Land. In Spanien war Campbell auch als Torero (Stierkämpfer) tätig gewesen und gewann 1931 sogar einen Preis bei einer Stierkampfgala. 

## Weltkrieg, England, Frankreich und Portugal
Während des Zweiten Weltkrieges war Campbell als Soldat für die Briten unterwegs und als Mitglied des British East African Corps in Kenia stationiert.
Nach dem Krieg lebte die Familie zunächst eine Weile noch in England und in der Camargue und der Provence in Frankreich, bevor man 1952 nach Portugal übersiedelte und dort bis zum Tode von Campbell in der Nähe von Setúbal lebte. Portugal wurde wegen der Ähnlichkeit zur spanischen Kultur ausgewählt und weil Salazar, im Gegensatz zu Franco, die im Land lebenden Schwarzen und Afrikaner in Ruhe ließ. In dieser Zeit arbeitete er zwischendurch auch als Verlagslektor in den USA.
Am 22. April 1957 wollten er und seine Frau von Setúbal mit ihrem kleinen Ford nach Sevilla fahren, um dort an der Karwoche teilnehmen zu können. Doch durch einen Achsensprung kam der Wagen einige Kilometer von Setúbal von der Straße ab und prallte gegen einen Baum. Während Mary nur leicht verletzt war, war ihr Mann sofort tot. Später berichtete sie einem Journalisten, ihr sei aufgefallen, dass ihr Mann an dem Tag seines Todes sehr ruhig und ernst gewesen sei, als spürte er, dass es zu Ende gehe.

## Freundeskreis
Campbell hatte zahlreiche prominente Freunde. Seine zwei engsten waren der Dichter Dylan Thomas, mit dem er zechend um die Häuser zog, und der Fantasy-Autor J. R. R. Tolkien.
Weitere wichtige Freunde waren George Orwell, Aldous Huxley, C. S. Lewis, Evelyn Waugh, T. S. Eliot. Dieser Freundeskreis war ihm ein Schutz in schweren Zeiten. Viele dieser Autoren, wie Orwell, kannte er nur flüchtig, sie waren eher gute Bekannte. Andere wie Dylan Thomas oder Tolkien, waren sehr eng mit ihm befreundet.

## Kampf gegen die Bloomsbury-Group
Sein „Hassobjekt“ war die liberale Intellektuellenvereinigung der Bloomsbury Group, die sich in London traf. Die unter der Führung von Virginia Woolf tagenden Literaten, Wissenschaftler und Philosophen waren vor allem wegen ihrer prosemitischen, liberalen, antipatriotischen und sexualliberalen Weltanschauung ein Problem für den Dichter Campbell. Woolfe immer als verkappte Lesbe vermutend, schrieb er spottende Verse, sarkastische und satirische Texte über diese Gruppe, die ihm jedoch kaum Beachtung schenkte.

## Persönlichkeit
Insgesamt wird die Persönlichkeit von Campbell als labil-suchend beschrieben, womit man auch seinen Übertritt zum Katholizismus zu erklären suchte, der dieser Suche nach dem inneren Grund einen Sinn geben sollte. Zeitlebens hatte er Probleme mit dem Alkohol und verfiel immer wieder starken Exzessen.
Sein Verhältnis zum Faschismus war ambivalent: Zum einen verehrte er als noch recht junger Mann Benito Mussolini und Adolf Hitler, von denen er sich aber lossagte und später, in den 1940er und 1950er Jahren, seine Verehrung dem spanischen Diktator Franco und dem portugiesischen Politiker António de Oliveira Salazar widmete, denen er einen „sanften“, lebbaren Faschismus unterstellte. Er war kein Freund des Liberalismus, von sexueller Libertinage, von Antipatriotismus und Frauenrechten. Er lehnte aber den latenten Rassismus vieler Weißer gegen die Schwarzen ab, da er als Kind und Jugendlicher äußerst gute Erfahrungen mit ihnen gemacht hatte. Wenn er auch wollte, dass bestimmte Rechte beschnitten wurden oder Menschen durchaus existenziell wegen ihrer Meinung verfolgt werden konnten, so dürfe seiner Meinung nach das Töten eines Menschen niemals erlaubt sein, da dies nach seinem Glauben verboten war. Dies war auch der Grund, warum er ein Buch über den bedeutenden spanischen Schriftsteller Federico García Lorca schrieb. Obwohl Garcia Lorca homosexuell war und mit den Kommunisten liebäugelte, wollte Campbell damit ein Zeichen setzen, dass das Töten von Menschen niemals zu rechtfertigen ist. Das Buch gilt im anglophonen Sprachraum als das beste Buch zu diesem Sujet bis heute.

## Der Dichter
In seinem Werk, das nicht nur aus Lyrik, sondern auch aus Reisebüchern und Prosatexten bestand, beschäftigte ihn die Neoromantik, die vor allem in seinen Versen spür- und erkennbar ist. Als Übersetzer hatte er neben Johannes vom Kreuz auch Charles Baudelaire, Federico Garcia Lorca sowie die Portugiesen Joaquim Paço d’Arcos und Eca de Queiros im Programm. Seine Lyrik machte ihn zu einer wichtigen Stimme der Literatur in der ersten Hälfte des zwanzigsten Jahrhunderts in Südafrika. Auch schrieb er ein Buch über Portugal, das als eines der umfassendsten Bücher über portugiesische Kultur und Geschichte in englischer Sprache gelten kann. Daneben schrieb er auch einen Gedichtband, der angelehnt ist an die mythische Figur des Adamastor, der von dem portugiesischen Renaissance-Dichter Luis Vaz de Camoes geschaffen wurde. Die portugiesische Kultur erfährt besondere Erwähnung in seinem Werk. In seinen beiden Autobiographien zeigt sich auch die egomanische Seite seiner Person. Sie sind eine einzige Verherrlichung seines Lebens und seiner Erlebnisse und Taten und lassen keinerlei Selbstkritik zu.

## Campbell als Figur im Herr der Ringe
Einer seiner besten Freunde, der Schriftsteller J. R. R. Tolkien, sagte einige Jahre nach dem Tode von Campbell, dass er in seinem Zyklus Der Herr der Ringe die Figur des Aragorn, die im Film von Viggo Mortensen dargestellt wurde, nach Zügen von Campbell gestaltet habe. Tolkien hatte Campbell in einer Kneipe kennengelernt, wo er den Dichter in einer Ecke sitzend vorfand und einsam vor sich hinsinnierend. Dieses Bild habe ihn später inspiriert zur Figur des Aragorn. Obwohl Aragorn ein König ist und natürlich nicht in allen Punkten mit Campbell vergleichbar scheint, hat dies Tolkien so öffentlich immer wieder geäußert und wohl sind bestimmte Charaktereigenschaften seines Freundes mehr oder weniger auch in die Figur eingeflochten. Viele Fans des Zyklus wissen von dieser Tatsache nichts und erst in den letzten Jahren ist das auch bekannt geworden. Die Tolkien-Forschung muss zu diesem Sujet noch einige neue Erkenntnisse beitragen.
Im deutschsprachigen Raum ist Campbell bis heute eher unbekannt geblieben, sowohl der Mensch als auch das Werk. Lediglich seine Autobiographie erschien 1953 auf Deutsch.

## Werke (Auswahl)
- The flaminig terrapin. 1924, Lyrik.
- Wayzgoose. 1928, Lyrik.
- Adamastor. 1930, Lyrik.
- Flowering Roads. 1933, Lyrik.
- Flowering rifle. 1939, Lyrik.
- Talking Bronco. 1946, Lyrik.
- Lorca: An appreciation of his poetry. 1952, Biographie und kritische Würdigung des poetischen Werkes von Federico Garcia Lorca.
- Ritter ohne Furcht mit Tadel. (Autobiographie in deutscher Übersetzung), 1953. (Zusammengestellt aus den Autobiographien Broken Record, 1934 und Light on a dark horse 1951).